# 레투이현
레투이현(베트남어: Huyện Lệ Thủy / 縣麗水)은 베트남 북중부 지방 꽝빈성의 현이다.

## 행정 구역
레투이현은 2시진, 24사를 관할하고 있다.

### 시진
- 끼엔장 시진 (Thị trấn Kiến Giang, 建江市鎭)
- 농쯔엉레닌 시진 (Thị trấn Nông Trường Lệ Ninh, 麗寧農場市鎭)

### 사
- 안투이 사 (Xã An Thuỷ, 安水社)
- 깜투이 사 (Xã Cam Thủy, 甘水社)
- 즈엉투이 사 (Xã Dương Thủy, 陽水社)
- 호아투이 사 (Xã Hoa Thủy, 華水社)
- 홍투이 사 (Xã Hồng Thủy, 洪水社)
- 흥투이 사 (Xã Hưng Thủy, 興水社)
- 낌투이 사 (Xã Kim Thủy, 金水社)
- 럼투이 사 (Xã Lâm Thủy, 林水社)
- 리엥투이 사 (Xã Liên Thủy, 連水社)
- 록투이 사 (Xã Lộc Thủy, 祿水社)
- 마이투이 사 (Xã Mai Thủy, 梅水社)
- 미투이 사 (Xã Mỹ Thủy, 美水社)
- 응언투이 사 (Xã Ngân Thủy, 銀水社)
- 응으투이 사 (Xã Ngư Thủy, 魚水社)
- 응으투이박 사 (Xã Ngư Thủy Bắc, 魚水北社)
- 퐁투이 사 (Xã Phong Thủy, 豊水社)
- 푸투이 사 (Xã Phú Thủy, 富水社)
- 센투이 사 (Xã Sen Thủy, 蓮水社)
- 선투이 사 (Xã Sơn Thủy, 山水社)
- 떤투이 사 (Xã Tân Thủy, 新水社)
- 타이투이 사 (Xã Thái Thủy, 泰水社)
- 타인투이 사 (Xã Thanh Thủy, 淸水社)
- 쯔엉투이 사 (Xã Trường Thủy, 長水社)
- 쑤언투이 사 (Xã Xuân Thủy, 春水社)